# Senecio brasiliensis
Senecio brasiliensis là một loài thực vật có hoa trong họ Cúc. Loài này được (Spreng.) Less. miêu tả khoa học đầu tiên năm 1831.